# Davidius fruhstorferi
Davidius fruhstorferi är en trollsländeart som beskrevs av Martin 1904. Davidius fruhstorferi ingår i släktet Davidius och familjen flodtrollsländor. IUCN kategoriserar arten globalt som livskraftig. Inga underarter finns listade i Catalogue of Life.